# Stenshuvud
Stenshuvud este o arie protejată (arie specială de conservare — SAC, sit de importanță comunitară — SCI) din Suedia întinsă pe o suprafață de 398,1 ha, integral pe uscat.

## Localizare
Centrul sitului Stenshuvud este situat la coordonatele 55°39′26″N 14°16′12″E / 55.6571°N 14.2699°E.

## Înființare
Situl Stenshuvud a fost declarat sit de importanță comunitară în ianuarie 1997 pentru a proteja 1 specie de plante și 2 specii de animale. Situl a fost protejat și ca arie specială de conservare în martie 2011.

## Biodiversitate
Situată în ecoregiunile continentală și marină baltică, aria protejată conține 23 de habitate naturale: Păduri aluvionare cu Alnus glutinosa și Fraxinus excelsior (Alno-Padion, Alnion incanae, Salicion albae), Pajiști cu Molinia pe soluri calcaroase, turboase sau argilos-nămoloase (Molinion caeruleae), Recifuri, Păduri de fag Luzulo-Fagetum, Faleze cu vegetație de pe coastele atlantice și baltice, Cursuri de apă de la nivel de câmpie la nivel montan, cu vegetație Ranunculion fluitantis și Callitricho-Batrachion, Pășuni de coastă din Baltica boreală, Păduri de fag Asperulo-Fagetum, Dune de coastă fixe cu vegetație erbacee („dune gri”), Păduri caducifoliate bătrâne naturale hemiboreale fino-scandinave (Quercus, Tilia, Acer, Fraxinus sau Ulmus) bogate în specii epifite, Vegetație psamofilă uscată cu Calluna și Empetrum nigrum, Dune mobile de-a lungul țărmului cu Ammophila arenaria („dune albe”), Vegetație perenă pe țărmurile stâncoase, Pajiști uscate europene, Mlaștini turboase de tranziție și turbării mișcătoare, Formațiuni de Juniperus communis pe lande sau pajiști calcaroase, Roci stâncoase cu vegetație pionieră de Sedo-Scleranthion sau Sedo albi-Veronicion dillenii, Păduri caducifoliate de mlaștină fino-scandinave, Bancuri de nisip acoperite în permanență slab de apă marină, Pajiști fino-scandinave uscate până la mezice, bogate în specii de altitudine mică, Pășuni din zone de pădure fino-scandinave, Păduri de stejar sau de stejar și carpen sub-atlantice și medio-europene de Carpinion betuli, Păduri acidofile de stejar bătrân cu Quercus robur pe câmpii nisipoase.
La baza desemnării sitului se află mai multe specii protejate:
- plante (1): Dianthus arenarius subsp. arenarius
- amfibieni (1): triton cu creastă (Triturus cristatus)
- mamifere (1): liliac cârn (Barbastella barbastellus)